# Shrewsbury Town F.C.
Câu lạc bộ bóng đá Shrewsbury Town là một câu lạc bộ bóng đá chuyên nghiệp của Anh có trụ sở tại Shrewsbury ở Shropshire, Anh, thi đấu ở League One, cấp độ 3 của bóng đá Anh. Câu lạc bộ chơi các trận đấu trên sân nhà tại New Meadow.
Câu lạc bộ được thành lập vào năm 1886 và được bầu vào Football League in 1950. vào năm 1950. Câu lạc bộ kể từ đó đã thi đấu ở mỗi hạng trong ba hạng thấp hơn của Football League, ngoài một mùa giải dành cho Conference Premier mùa giải 2003-04. Đội cũng đã thi đấu tại Cúp bóng đá Wales, sáu lần vô địch.
Từ năm 1910 đến năm 2007, câu lạc bộ có trụ sở tại Gay Meadow trên bờ sông Severn; kể từ năm 2007, câu lạc bộ thi đấu tại New Meadow, một sân vận động hạng 4 UEFA  với sức chứa 9.875 khán giả.

## Lịch sử

### Lịch sử ban đầu

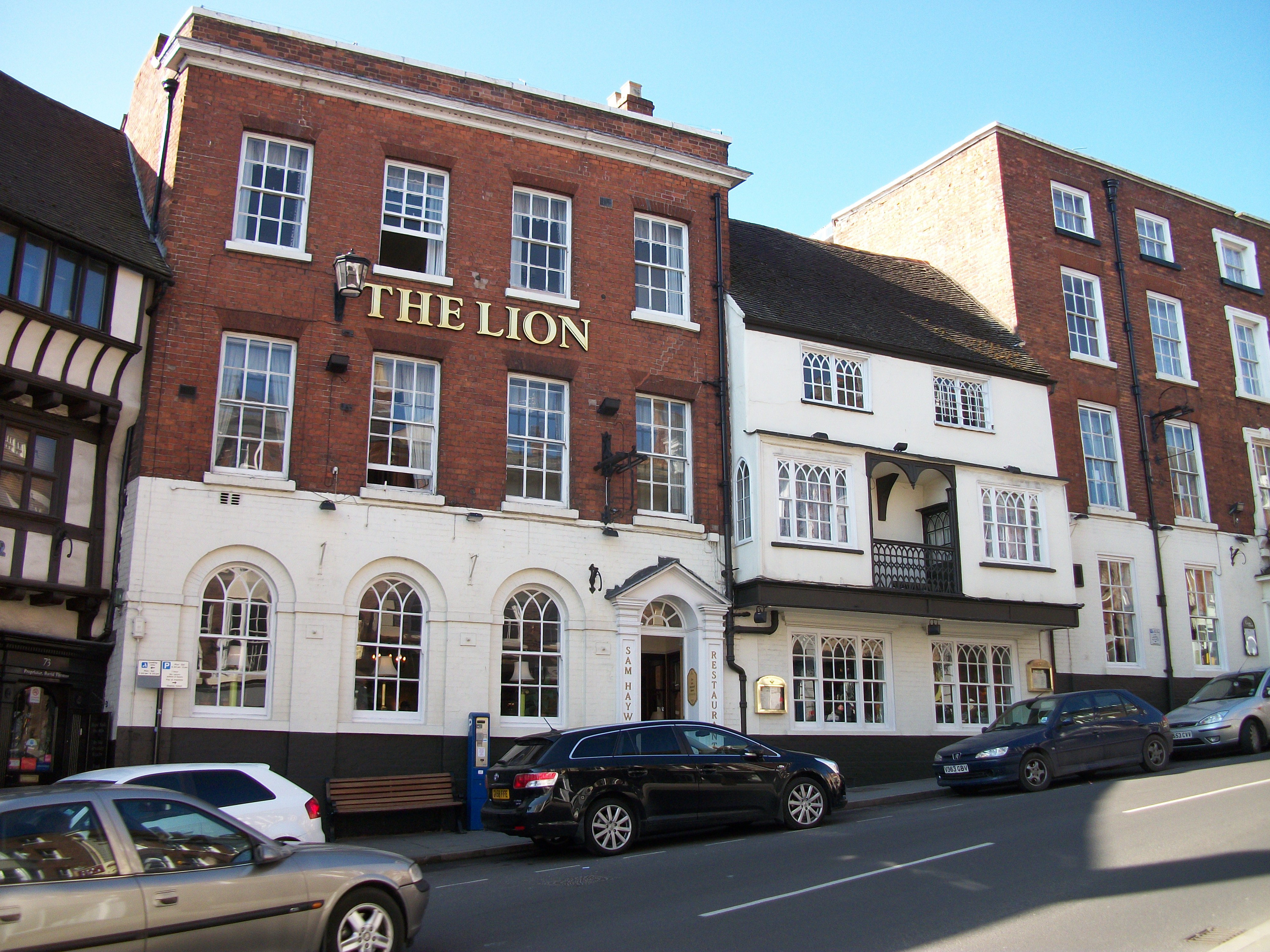
Một số báo cáo cho biết câu lạc bộ được thành lập tại Khách sạn The Lion

Shrewsbury Town được thành lập vào năm 1886, sau sự sụp đổ của Shropshire Wanderers đầu tiên và sau đó gián tiếp là Castle Blues. The Blues là một đội bóng thô bạo, dẫn đến sự sụp đổ của họ sau một số trận đấu bị tàn phá bởi bạo lực. Đội bóng mới hy vọng sẽ thành công nhưng không có tai tiếng. Báo chí đưa tin khác nhau về ngày câu lạc bộ mới được thành lập, Tạp chí Eddowes Shropshire ngày 26 tháng 5 năm 1886 đưa tin về sự ra đời của câu lạc bộ tại The Lion Hotel, Wyle Cop, Shrewsbury. Shrewsbury Chronicle đưa tin câu lạc bộ được thành lập tại khách sạn Turf, Claremont Hill, Shrewsbury. Có thể là cả hai tài khoản đều đúng, với một cuộc họp mặt tại The Lion được kết thúc tại Turf.
Sau các trận giao hữu và tranh cúp khu vực trong vài mùa giải đầu tiên, Shrewsbury là thành viên sáng lập của Shropshire & District League vào mùa giải 1890-91, sau đó được gia nhập Birmingham & District League mùa giải1895-96. Nhiều đội mà Town phải đối mặt trong những ngày đầu đã biến mất, tuy nhiên Shrewsbury đã gặp nhiều đội của Football League và Conference ngày nay, bao gồm Crewe Alexandra, Coventry City, Stoke City, Kidderminster Harriers và Stafford Rangers.
Năm 1910, Shrewsbury muốn chuyển đến một khu đất mới, họ đã trải qua những năm đầu tại các địa điểm trên khắp thị trấn, đặc biệt là tại Copthorne Barracks phía tây thị trấn. Câu lạc bộ chuyển đến Gay Meadow ở rìa trung tâm thị trấn, trong tầm nhìn của Tu viện Shrewsbury, và tồn tại 97 năm.
Những ngày thi đấu tại Birmingham của Shrewsbury chủ yếu là hạng trung, với một vài mùa giải thách thức gần đỉnh, câu lạc bộ là nhà vô địch giải đấu vào mùa giải 1922-23.
Việc chuyển đến giải đấu Midland Champions League mùa giải 1937-38 đã chứng kiến câu lạc bộ trải qua một trong những mùa giải thành công nhất, giành được một chức vô địch và cúp vô địch. Shrewsbury là nhà vô địch giải đấu, ghi 111 bàn. Ngoài ra, đội còn giành Cúp bóng đá Wales sau khi thắng trận đá lại, đội có chuỗi trận tại Cúp FA, và vô địch Shropshire Senior Cup.
Sau những mùa giải tốt đẹp trong những năm sau chiến tranh, Shrewsbury đã được nhận cùng với Scunthorpe United vào Division 3 (Bắc) cũ của Football League vào năm 1950, sau khi là nhà vô địch Midland League mùa giải 1949-50, sau quyết định mở rộng từ 88 đến 92 câu lạc bộ.

### Lịch sử Football League

Biểu đồ thứ hạng hàng năm của The Shrews ở Football League.

Shrewsbury giành được lần thăng hạng đầu tiên, lên Third Division, vào mùa giải 1958-59. Đội tiếp tục ở cấp độ ba trong 15 năm, và trở lại Division Four cuối mùa giải 1973-74.
Mùa giải 1960-61 chứng kiến Shrewsbury Town lọt vào bán kết của League Cup. Sau khi đánh bại Everton ở tứ kết, họ suýt thua Rotherham United hai lượt trận với tỷ số 4-3. Kỷ nguyên này cũng được ghi nhớ với Arthur Rowley. Ông đến từ Leicester City vào năm 1958, là cầu thủ/huấn luyện viên đầu tiên của câu lạc bộ. Trong sự nghiệp thi đấu và huấn luyện của mình, ông đã phá kỷ lục ghi bàn của Dixie Dean, ghi bàn thắng thứ 380 trong trận đấu với Bradford City tại Valley Parade vào ngày 29 tháng 4 năm 1961. Nghỉ thi đấu năm 1965, ông vẫn giữ chức huấn luyện viên cho đến tháng 7 năm 1968.
Shrewsbury được thăng hạng Third Division mùa giải 1974-75 với tư cách á quân, trước khi có một mùa giải thành công khác vào mùa giải 1978-79, khi là nhà vô địch giải đấu dưới thời Ritchie Barker và sau đó là Graham Turner.  Hơn 14.000 người hâm mộ vây kín sân Gay Meadow vào ngày 17 tháng 5 năm 1979 để xem Shrewsbury khẳng định sự thăng hạng với chiến thắng 4-1 trước Exeter City. Ngoài ra, câu lạc bộ đã có lần đầu tiên lọt vào tứ kết Cúp FA Cup, và thất bại trong đá lại trước Wolverhampton Wanderers. Turner là huấn luyện viên thành công nhất của đội, khi vô địch Third Division mùa giải 1978-79 - mùa giải đầu tiên ông nắm quyền - để đưa câu lạc bộ lần đầu tiên lên Second Division. Đội duy trì được mười năm, mặc dù Turner chuyển sang Aston Villa năm 1984. Shrewsbury lặp lại kỳ tích năm 1979 của họ là lọt vào tứ kết mùa giải 1981-82, đánh bại đương kim vô địch UEFA Cup Ipswich Town ở Vòng Năm trước khi nhận thất bại trên sân khách gặp Leicester City.
Những năm 1980 chứng kiến nhiều đội bóng lớn bị Shrewsbury đánh bại, đội có thời kỳ ở giải Second Division cũ trùng với một số câu lạc bộ Premier League hiện tại. Trong những năm 1980, Fulham, Newcastle United, Blackburn Rovers, West Ham United và Chelsea đều thất bại trước Shrewsbury Town. Middlesbrough bị đánh bại tại Gay Meadow vào cuối mùa giải 1985-86, Shrewsburythắng 2-1, Middlesbrough xuống hạng, đội bóng đã ngừng hoạt động và gần như không còn tồn tại. Trận đấu đã bị hủy hoại bởi bạo lực từ các cổ động viên Middlesbrough, nhiều người trong số họ sau đó phải trở lại Shrewsbury để hầu tòa.
Trong những năm đầu đến giữa những năm 1980, câu lạc bộ đã trải qua giải đấu Football League thành công nhất. Shrewsbury tồn tại nhờ việc bán cầu thủ, với một số người từng chơi cho Shrewsbury bao gồm Steve Ogrizovic, David Moyes, John McGinlay và Bernard McNally. Họ xuống hạng vào cuối mùa giải 1988-89 sau mười năm. Tại Third Division, vào ngày 22 tháng 12 năm 1990, Gary Shaw lập hat trick nhanh nhất cho Town - 4 phút 32 giây - vào lưới Bradford City tại Valley Parade. Cuối mùa giải 1991-92, ba năm sau khi xuống hạng Third Division, câu lạc bộ bị xuống Fourth Division - - lần đầu tiên kể từ năm 1975. Tuy nhiên, hai mùa giải sau, Shrewsbury giành chức vô địch Division Three mới (cấp 4) dưới thời Fred Davies mùa giải 1993-94, và ở lại Division Two (cấp 3) ba mùa giải. Shrewsbury đã không thể lên cao hơn nữa, chỉ đứng giữa bảng trước khi trượt xuống một lần nữa vào cuối mùa giải 1996-97.
Những năm 1990 chứng kiến Shrewsbury xuất hiện lần đầu tiên tại Wembley với tư cách là đội lọt vào trận chung kết Football League Trophy năm 1996 Shrewsbury thua 2-1 trước Rotherham United; tiền đạo tương lai của Shrewsbury Nigel Jemson đã ghi cả hai bàn thắng cho Rotherham. Davies bị sa thải vào cuối mùa giải 1996-97 xuống hạng. Jake King đến, sau một triều đại thành công tại đối thủ địa phương Telford United.

### Kỷ nguyên Kevin Ratcliffe và Conference

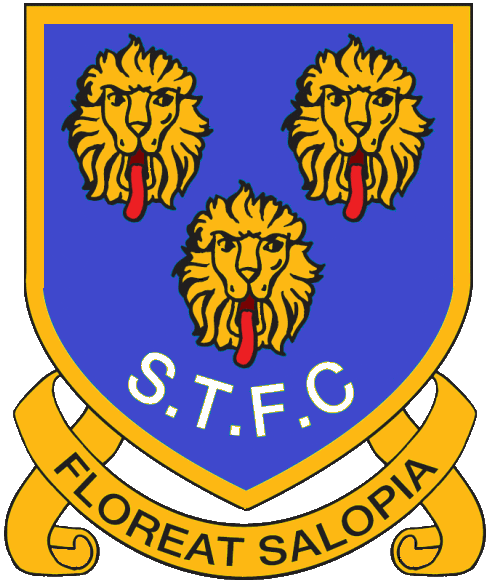
Biểu tượng Loggerheads được câu lạc bộ sử dụng từ năm 1993 đến năm 2007

Trong mùa giải 1999-2000, Shrewsbury trải qua một mùa giải tồi tệ, với việc King bị sa thải vào tháng 11 khi câu lạc bộ gần xuống hạng. Cựu đội trưởng Everton và tuyển thủ xứ Wales Kevin Ratcliffe đã được bổ nhiệm làm huấn luyện viên và giúp đội khỏi bị xuống hạng tại Conference vào ngày cuối cùng của mùa giải với chiến thắng 2-1 trước Exeter City.
Ratcliffe đã làm việc để cải thiện đội bóng. Cựu cầu thủ trẻ và cầu thủ dự bị Luke Rodgers nổi lên như một cầu thủ ghi bàn thường xuyên, và với những tên tuổi lớn cập bến Shrewsbury, đội bóng đã được cải thiện, suýt chút nữa đã bỏ lỡ trận playoff mùa giải 2001-02 dù có 70 điểm.
Mùa giải 2002-03 chứng kiến Shrewsbury được dự Cúp FA. Sau khi tiếp đón những đội non-league Stafford Rangers và Barrow, họ đã giành chiến thắng trên sân nhà trước Everton ở vòng Ba trước 7.800 khán giả, với hai bàn thắng của Nigel Jemson. Chelsea là đội khách ở vòng thứ tư, trong một trận đấu được truyền hình trên chương trình Match of the Day của BBC. Town thất bại 0-4, và Gianfranco Zola là cầu thủ xuất sắc nhất trận đấu. Gần 7.950 người đã đến với Chelsea, nhưng kể từ đó, phong độ của đội bóng đã biến mất, chỉ giành được hai chiến thắng tại giải đấu sau đó. Bảy điểm kém hơn ở vị trí cuối cùng và đã để thủng lưới 92 bàn, câu lạc bộ đã dự tính kết thúc 53 năm của họ ở giải đấu. Sau những phản ứng giận dữ từ người hâm mộ, Ratcliffe từ chức, và Mark Atkins tạm quyền cho câu lạc bộ trong trận đấu cuối cùng, thất bại 1-2 trước Scunthorpe United, đội tình cờ là đối thủ đầu tiên ở League của Shrewsbury Town vào năm 1950.
Huấn luyện viên của Northwich Victoria, Jimmy Quinn được bổ nhiệm làm huấn luyện viên Shrewsbury vào tháng 5 năm 2003, với mục đích đưa đội bóng trở lại Football League ngay từ lần đầu tiên thử sức. Với hầu hết các cầu thủ của năm trước đã ra mắt, Quinn đã tập hợp một đội hình hoàn toàn mới, với những cầu thủ non-league giàu kinh nghiệm như Darren Tinson và Jake Sedgemore cùng với Colin Cramb, Scott Howie và cầu thủ từng vào chung kết League Cup Martin O'Connor. Chức vô địch thuộc về Chester City, nhưng với 74 điểm, Shrewsbury đứng thứ ba trên bảng xếp hạng và đánh bại Barnet ở bán kết playoff để vào chung kết playoff với Aldershot Town, trên sân trung lập là Sân vận động Britannia, sân nhà của Stoke City. Hai đội hòa nhau 1-1 và đi đến loạt sút luân lưu. Thủ môn Scott Howie của Shrewsbury cản phá 3 quả phạt đền liên tiếp của Aldershot và hậu vệ Trevor Challis đã ghi bàn thắng quyết định.

### Trở lại Football League

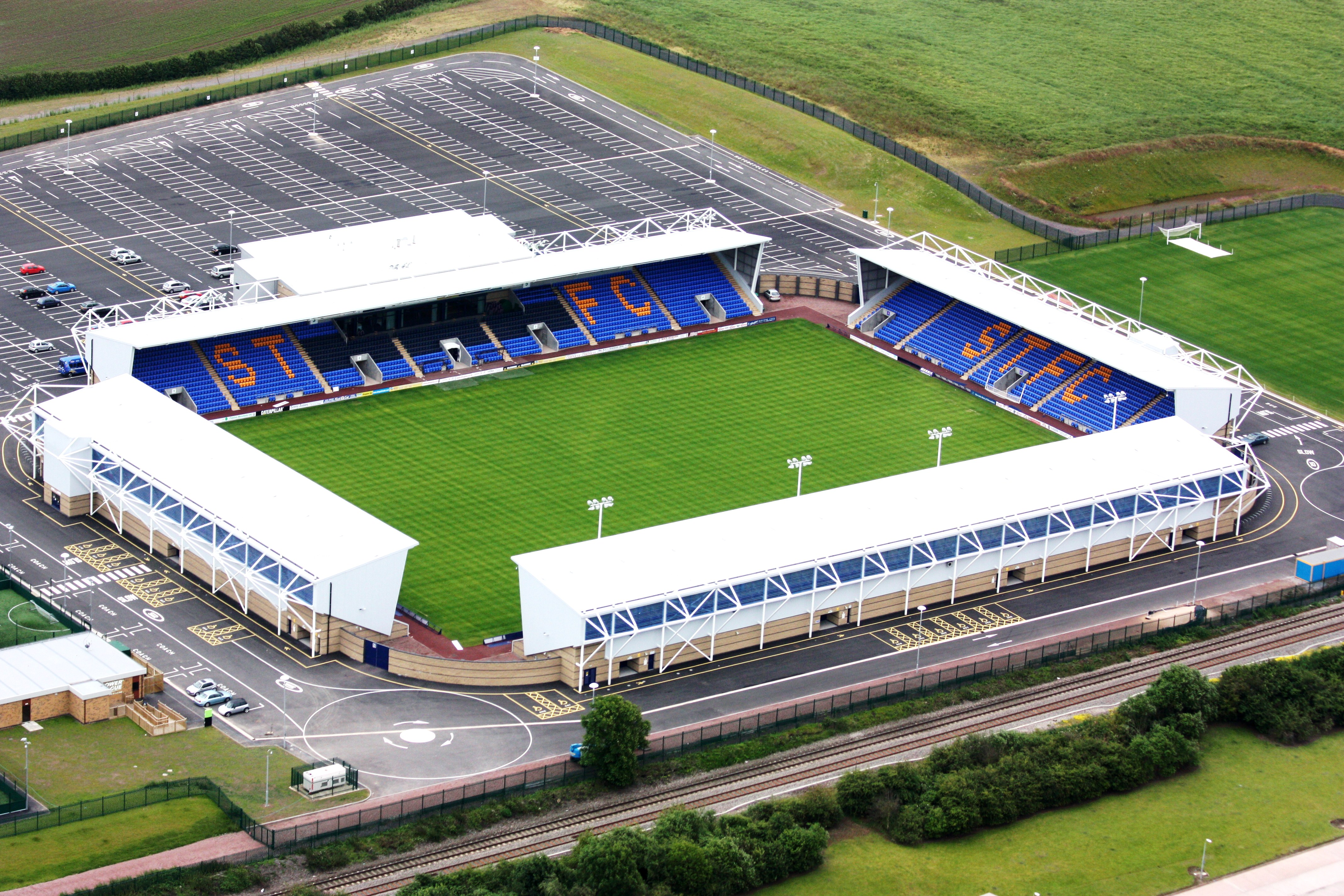
New Meadow

Quinn rời đi khi còn 14 trận trong mùa giải, được thay thế bởi cựu huấn luyện viên của Preston, Gary Peters, người đã duy trì vị thế Football League của Shrewsbury trong chiến dịch League Two 2004-05. Kế hoạch chuyển sân của Shrewsbury đã thành hiện thực, khi chủ tịch Roland Wycherley có nghi thức cắt lớp đất đầu tiên tại New Meadow vào mùa hè năm 2006.
Bất chấp sự ra đi của thủ môn trẻ tài năng và tương lai số 1 nước Anh Joe Hart đến Manchester City, Shrewsbury đã có chuỗi 14 trận bất bại trong mùa giải 2006-07; sau trận hòa 2-2 trước Grimsby Town trong trận chung kết League được tổ chức tại Gay Meadow, đội kết thúc ở vị trí thứ bảy và qua đó đủ điều kiện tham dự vòng play-off, nơi họ đánh bại Milton Keynes Dons ở bán kết. Đội đã thua Bristol Rovers trong trận chung kết play-off League Two vào ngày 26 tháng 5 năm 2007 tại Sân vận động Wembley mới trước một lượng khán giả kỷ lục cho bất kỳ trận đấu hạng 4 nào là 61.589 khán giả.
Câu lạc bộ chuyển đến sân vận động New Meadow cho mùa giải 2007-08. Peters rời câu lạc bộ vào ngày 3 tháng 3 năm 2008 bởi thỏa thuận đôi bên, được thay thế bởi Paul Simpson, người đã dẫn dắt câu lạc bộ cán đích ở vị trí thứ 18 trong giải đấu. Sau mùa giải, nhà sản xuất trang phục Prostar đã giành được quyền đặt tên cho sân vận động.
Mùa giải 2008-09 chứng kiến Shrewsbury lọt vào vòng play-off một lần nữa với chiến thắng trước Dagenham and Redbridge vào ngày cuối cùng của mùa giải. Họ đối mặt với Bury trong trận bán kết playoff, giành chiến thắng trên chấm phạt đền với thủ môn Luke Daniels thực hiện hai pha cứu thua để đưa Shrewsbury vượt qua với tỷ số chung cuộc 4-3. Shrewsbury đã thua Gillingham 0-1 trong trận chung kết play-off tại Sân vận động Wembley vào ngày 23 tháng 5 trước 53.706 khán giả, với bàn thắng ở phút 90 của Simeon Jackson của Gillingham. Vào ngày 30 tháng 4 năm 2010, sau một mùa giải 2009-10 đáng thất vọng, Simpson bị sa thải khỏi cương vị huấn luyện viên khi còn hai trận.
Graham Turner trở lại Shrewsbury Town với tư cách là huấn luyện viên vào tháng 6 năm 2010. Câu lạc bộ đã kết thúc mùa giải 2010-11 ở vị trí thứ 4, kết thúc với 79 điểm và đủ điều kiện tham dự vòng loại trực tiếp, chỉ thiếu 1 điểm tự động thăng hạng. Đội thua chung cuộc 2-0 trong trận bán kết playoff trước Torquay United. Mùa giải 2011-12 tiếp theo, họ đứng thứ 2 với 88 điểm. Đội đã giành chiến thắng 1-0 trước Dagenham & Redbridge từ pha đánh đầu của James Collins ở trận đấu áp chót của mùa giải để giành quyền thăng hạng lên League One sau 15 năm vắng bóng. Shrewsbury đã vượt quá sự mong đợi trong mùa giải 2012-13 sau đó và cuối cùng đã giành được vị trí an toàn cho League One với hai trận đấu còn lại trong mùa giải đầu tiên, chiến thắng 1-0 trên sân nhà trước Oldham Athletic. Đánh bại Portsmouth đã bị xuống hạng 3-2 vào ngày cuối cùng để xếp thứ 16 với 55 điểm. Mùa giải tiếp theo, nửa đầu mùa giải đáng thất vọng khi Turner nghỉ thi đấu vào tháng Giêng và việc xuống hạng đã được xác nhận sau thất bại 2-4 trên sân nhà trước Peterborough United.
Vào tháng 5 năm 2014, ông chủ cũ của Fleetwood Town, Micky Mellon được bổ nhiệm làm giám đốc. Town đã thăng hạng trở lại League One vào ngày 25 tháng 4 năm 2015 với chiến thắng 0-1 trước Cheltenham Town nhờ bàn thắng của Jean-Louis Akpa Akpro. Mellon sang Tranmere Rovers vào tháng 10 năm 2016, và anh được thay thế bởi huấn luyện viên của Grimsby Town, Paul Hurst, với Shrewsbury dưới đáy bảng xếp hạng.  Mùa giải 2017-18, Hurst dẫn dắt Shrewsbury vào Chung kết EFL Trophy, cuối cùng để thua Lincoln. Ông cũng dẫn dắt đội đến trận play-off League One, nhưng để thua Rotherham sau hiệp phụ. Hurst rời đi để gia nhập Ipswich Town vào ngày 30 tháng 5 năm 2018. Ông được thay thế bởi cựu huấn luyện viên John Askey, nhưng ông đã bị sa thải vào cuối năm đó vào tháng 11 khi chỉ thắng 5 trong số 21 trận mở màn. Người kế nhiệm ông, Sam Ricketts được bổ nhiệm làm huấn luyện viên vào tháng 12.

## Sân vận động

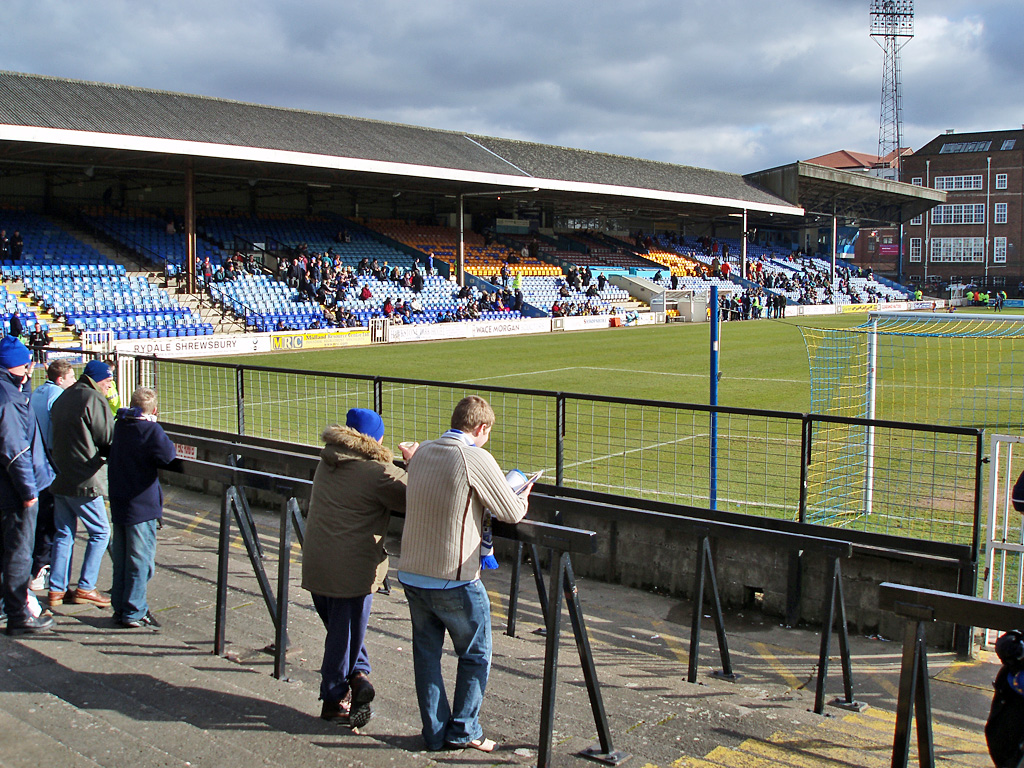
Gay Meadow, năm 2006

Racecourse Ground, Monkmoor 1886-1889
Sân đầu tiên của Town đã tổ chức 51 trận đấu trong vòng 3 năm. Phần lớn trong số này là giao hữu vì Town không phải là thành viên của bất kỳ giải đấu nào. Trận đấu đầu tiên của họ là chiến thắng 5-2 trước Wellington Town vào ngày 16 tháng 10 năm 1886 tại Racecourse Ground.
Ambler's Field, Copthorne 1889-1893
Town đã trải qua 4 mùa giải ở đây và họ là thành viên sáng lập của Shropshire và District League bắt đầu vào năm 1890. Ngày 22 tháng 2 năm 1890 chứng kiến chiến thắng kỷ lục đó là 18-0 trước Wellington Town (Bowdler 8, Phasey 3, Rowlands 2 Gosson 3 Aston và Murphy). Town đã chơi 44 lần tại sân này.
Sutton Lane, Sutton Farm 1893-1895
Town đã ra sân 47 lần trong 2 mùa giải tại sân đất này và khi chuyển đến từ đây, họ cũng chuyển lên thi đấu tại Birmingham League. Sân này hiện đã được giao đất.
Barrack's Ground, Copthorne 1895-1910
Town đã chơi ở đây 15 năm hơn 300 trận trước sự đối đầu đẳng cấp hơn của các đội dự bị như Aston Villa và Wolves. Năm 1909-10, họ lọt vào vòng Một của Cúp FA.
Gay Meadow, Abbey Foregate 1910-2007
Trong nhiều năm, Fred Davies, nhà sản xuất đồng tiền ở Shrewsbury đã đạt được một số danh tiếng trong số những người hâm mộ bóng đá, nhờ một dịch vụ độc đáo mà anh và người làm đồng thần kỳ của mình cung cấp. Ông sẽ ngồi trong người bảo chứng của mình trong các trận đấu trên sân nhà của Shrewsbury Town, và lấy lại bất kỳ quả bóng đá nào đã đi lạc vào sông Severn. Dù Davies đã qua đời từ lâu nhưng huyền thoại của ông vẫn gắn liền với câu lạc bộ.
New Meadow, Oteley Road, Meole Brace 2007-nay
Một sân vận động mới được khai trương vào ngày 17 tháng 7 năm 2007, nó có sức chứa tất cả 9,875 chỗ ngồi trong bốn khán đài riêng biệt dành cho bóng đá.
| Tên                       | Sức chứa |
| ------------------------- | -------- |
| Khán đài Roland Wycherley | 2.741    |
| Khán đài Tây              | 3.300    |
| Khán đài Nam              | 1.955    |
| Khán đài Bắc              | 1.796    |

Sức chứa cho các buổi hòa nhạc tại sân vận động là 17.000 khán giả.
Sân có cơ sở hội nghị, khu chức năng, quán ăn nhanh, quán bar được cấp phép, cửa hàng câu lạc bộ và nhà hàng. Trong khuôn viên sân vận động là các cơ sở đào tạo cho câu lạc bộ và một khu phức hợp bóng đá 5 người do Powerleague điều hành.
Trận đấu đầu tiên tại sân vận động là chiến thắng 4-0 trước A-line Allstars với sự góp mặt của Gianfranco Zola. Trận đấu đầu tiên của giải đấu là với Bradford City.
Chiến thắng kỷ lục của Shrewsbury tại sân này là 7-0 trước Gillingham vào ngày 13 tháng 9 năm 2008 trong trận đấu ở League Two.
Kỉ lục số khán giả tại New Meadow là 10.210 v Chelsea tại Football League Cup 2014-15.
Đội tuyển U-17, U-19, U-20, U-21 và đội tuyển nữ Anh từng thi đấu tại sân vận động này.

## Màu sắc câu lạc bộ
| 1982-1986 | Link 69                                           |
| 1987-1988 | Wem Ales                                          |
| 1988-1989 | Davenports                                        |
| 1990-1992 | Greenhous                                         |
| 1992-1995 | WSJ                                               |
| 1995-1997 | Greenhous                                         |
| 1997-1999 | Ternhill Communications                           |
| 1999-2005 | RMW                                               |
| 2005-2007 | Morris Lubricants                                 |
| 2007-2009 | Greenhous Redhous (sân khách)                     |
| 2009-2017 | Greenhous                                         |
| 2017-2019 | The Energy Check Shropshire Homes (sân khách)     |
| 2019-     | Tuffin's Supemarkets Shropshire Homes (sân khách) |

Màu sắc của câu lạc bộ luôn có màu xanh lam. Tuy nhiên, không phải lúc nào màu xanh cũng là màu chủ đạo nhất. Những bộ công cụ ban đầu bao gồm sọc xanh lam và trắng, áo sơ mi có bốn lỗ và áo sơ mi toàn màu xanh lam, được mặc với màu trắng hoặc màu hổ phách cho đến năm 1978. Năm 1978, bộ đồ nổi tiếng nhất của Shrewsbury được giới thiệu - sọc xanh lam và hổ phách, họ mặc khi quảng cáo liên tiếp các mùa giải lên hạng nhì cũ (nay là Football League Championship). Đây là thiết kế được mặc bởi nhân vật Derek Smalls trong bộ phim This Is Spinal Tap.
Câu lạc bộ đã không trung thành với các sọc trong thời gian dài, và vào năm 1982 chuyển sang màu áo xanh lam, sau đó sử dụng phần thân màu xanh lam với tay áo màu hổ phách, sau đó chuyển sang phần thân màu hổ phách với tay áo màu xanh lam. Vào năm 1987, những chiếc áo sơ mi này hoàn toàn thay đổi thành áo sơ mi trắng trong bốn mùa giải trước khi chuyển sang màu sọc vào năm 1991-92. Sau khi có họa tiết trừu tượng rực rỡ trên áo sơ mi vào những năm 1992-93, các bộ quần áo của Shrewsbury vẫn chủ yếu là màu xanh lam, với (các) sọc màu hổ phách của một số mô tả rõ ràng kể từ năm 1999.
Các nhà tài trợ áo đấu, kể từ khi được giới thiệu vào năm 1982 cho đến năm 2017, tất cả đều là các công ty địa phương. Tính đến mùa giải 2017-18, nhà tài trợ áo đấu hiện tại là The Energy Check, một công ty quản lý Năng lượng có trụ sở tại South Shields.

## Biểu trưng
Biểu trưng đầu tiên xuất hiện trên áo đấu của Shrewsbury Town là huy hiệu của thị trấn, The Loggerheads vào năm 1907. Biểu trưng được sử dụng không liên tục trên áo cho đến năm 1960 đến năm 1970, khi một thiết kế bóng đá chung được sử dụng. Trong thời gian này, The Loggerheads tiếp tục được sử dụng trên các mặt hàng khác, chẳng hạn như các chương trình ngày thi đấu. Loggerheads trở lại vào năm 1970, và dưới nhiều hình thức khác nhau tiếp tục được sử dụng cho đến năm 1986, khi phim hoạt hình "Shrew" được giới thiệu làm biểu tượng của câu lạc bộ trong nỗ lực đổi tên "Salop" thành "The Shrews". Trong thời gian này, trang phục thi đấu của câu lạc bộ cũng được đổi sang màu trắng chủ đạo. Một chiến dịch của fanzine mang tên "A Large Scotch" cuối cùng đã dẫn đến sự trở lại của huy hiệu The Loggerheads vào năm 1992. Biểu tượng này đã thay đổi một lần nữa vào năm 2007 để trùng với việc Salop chuyển đến New Meadow, huy hiệu mới có hình đầu sư tử duy nhất trong một vòng tròn  Câu lạc bộ tuyên bố rằng huy hiệu mới là cần thiết vì bất kỳ thiết kế nào kết hợp The Loggerheads đều không được đăng ký bản quyền.
|  |  |  |

## Cổ động viên và mối kình địch
Câu lạc bộ có nhiều nhóm ủng hộ từ các khu vực khác nhau của đất nước, bao gồm cả những nơi ở Wales. Vào năm 2019, một nhóm có tên South Stand Flags đã được thành lập sau khi khai trương khán đài an toàn ở New Meadownhằm "cải thiện bầu không khí tại các trận đấu tại nhà". Nhóm, thường có trụ sở tại khối 8 của khán đài phía Nam, tổ chức vũ đạo và treo cờ. Lần gây quỹ đầu tiên của họ đã quyên góp được hơn 1000 bảng Anh, tài trợ cho việc mua 50 lá cờ mới. Nhóm đã nhận được rất nhiều lời khen ngợi từ cầu thủ và quản lý, bao gồm cả ông chủ hiện tại của Shrewsbury, Sam Ricketts.
Một diễn đàn và fanzine không chính thức có tên Blue & Amber đã được giới thiệu vào năm 2005.
Vào cuối năm 2019, câu lạc bộ bắt đầu thu hút người hâm mộ từ đảo quốc Grenada nhỏ bé vùng Caribe. Sự hỗ trợ đến từ việc câu lạc bộ có hai cầu thủ quốc tế của Grenada, Aaron Pierre và Omar Beckles, những người đã giúp quốc gia này có chuỗi sáu trận bất bại ở vòng loại Cúp Vàng CONCACAF. Chủ tịch Hiệp hội Bóng đá Grenada, Cheney Joseph, đã nhận The Shrews làm đội của mình, nói rằng "Tôi đã yêu Shrewsbury. Tôi nghiêm túc. Tôi tin rằng chúng có thể trở thành một câu chuyện trong mơ, một câu chuyện Lọ Lem." Vào tháng 11 năm 2019, Joseph đã gửi lời đề nghị hợp tác với câu lạc bộ, cũng như lời mời chính thức cho chủ tịch Roland Wycherley của Town đến thăm đất nước. Vào ngày 9 tháng 11, Oliver Norburn trở thành cầu thủ thứ ba của Town được Grenada triệu tập, người mà anh đủ điều kiện thông qua ông nội của mình. Vào ngày 26 tháng 1 năm 2020, Joseph đã có chuyến thăm đầu tiên đến câu lạc bộ được nhận nuôi của mình, nơi anh chứng kiến The Shrews lội ngược dòng thắng 0-2 để hòa 2-2 với các nhà lãnh đạo Premier League và nhà vô địch châu Âu và thế giới Liverpool, trong trận tái đấu tại Anfield.

### Kình địch
Câu lạc bộ duy trì nhiều cuộc cạnh tranh khốc liệt khác nhau. Kình địch với hàng xóm láng giềng Hereford United được xếp hạng thứ 19 trong 20 cuộc đối đầu khốc liệt nhất trong bóng đá Anh của The Daily Telegraph năm 2015. Được biết đến với cái tên 'derby A49' vì con đường ngăn cách giữa hai đội, nó đã không được diễn ra kể từ khi Hereford United giải thể và được cải tổ thành Hereford FC, hiện tại thi đấu ở National League North, 3 hạng dưới so với The Shrews. Điều này tương tự như sự cạnh tranh với Chester City hiện đã không còn tồn tại. Năm 2010, một câu lạc bộ mới được thành lập mang tên Chester FC, giống như Hereford, cũng thi đấu tại National League North và vẫn chưa gặp Shrewsbury trong bất kỳ giải đấu nào.
Câu lạc bộ cũng duy trì một sự cạnh tranh xuyên biên giới khốc liệt với Wrexham, tuy nhiên, trận đấu này giờ đây cũng rất hiếm khi được cạnh tranh do Wrexham đã xuống hạng từ Football League năm 2008.
Các đối thủ chính khác của câu lạc bộ bao gồm Walsall, Wolverhampton Wanderers, Port Vale và đối thủ vùng Shropshire AFC Telford United.

## Kỉ lục số khán giả
Kỷ lục cho trận đấu trên sân nhà của Shrewsbury Town đến vào ngày 26 tháng 4 năm 1961 đã tăng lên bởi một đội bóng du lịch lớn, khi 18,917 người xuất hiện trong một trận đấu hạng ba của giải bóng đá.
Kỉ lục số giả thi đấu tại New Meadow hiện có tên là Montgomery Waters Meadow, diễn ra vào ngày 28 tháng 10 năm 2014 khi 10.210 người tham dự trận đấu vòng Bốn Football League Cup với Chelsea. Sức chứa được mở rộng từ 9,875 lên 10,360 với sự ra đời của các khán đài tạm thời ở hai góc của sân.
Danh sách 10 trận đấu có nhiều khán giả nhất liên quan đến Shrewsbury Town.
1. 61,589 người là số khán giả tham dự đông nhất trong bất kỳ trận đấu nào liên quan đến Shrewsbury Town. Nó diễn ra vào ngày 26 tháng 5 năm 2007 trong trận chung kết play off với Bristol Rovers và là kỷ lục cho bất kỳ trận đấu hạng tư nào trong bóng đá Anh. Đây cũng là trận chung kết đầu tiên có sự tham gia của các đội bóng vào thời điểm đó.
2. 53,706 người đã tham dự trận chung kết play off League Two năm 2009 giữa Gillingham và Shrewsbury Town.
3. 52,399, Liverpool  v Shrewsbury đá lại Cúp FA ngày 4 tháng 2 năm 2020
4. Vào ngày 5 tháng 3 năm 1966, Shrewsbury thi đấu với Chelsea trong khuôn khổ Vòng Năm Cúp FA, với số khán giả 51.144.
5. Ngày 20 tháng 2 năm 1965, 47.740 người đã theo dõi Leeds United và Shrewsbury Town trên sân Elland Road trong khuôn khổ Vòng Băm Cúp FA.
6. 46,539 người đã xem Arsenal vs Shrewsbury
7. 41,963 người đã có mặt tạ Sân vận động Highbury xem trận đá lại vòng 3 Cúp FA.
8. 41.261 người chứng kiến Shrewsbury thua 1-0 trước Lincoln City trong trận chung kết Checkatrade Trophy 2018 tại Wembley.
9. 40,946 người đã xem Shrewsbury hòa 1-1 trước Wolverhampton Wanderers trong trận tứ kết Cúp FA năm 1979.
10. 39,867 người xem tại Sân vận động Luân Đôn, khi West Ham United đánh bại Shrewsbury 1-0 sau hiệp phụ trong trận đấu lại vòng Ba Cúp FA. Trận đấu diễn ra vào ngày 16 tháng 1 năm 2018.

## Nhân viên

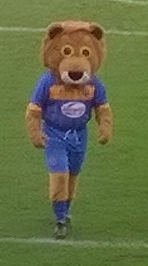
Lenny the Lion, linh vật của câu lạc bộ

### Nhân viên câu lạc bộ
Tính đến ngày 15 tháng 2 năm 2016
| Tên              | Chức vụ                       |
| ---------------- | ----------------------------- |
| Roland Wycherley | Chủ tịch                      |
| James Hughes     | Giám đốc                      |
| M Ashton         | Phó giám đốc                  |
| D Pitchford      | Phó giám đốc                  |
| HJ Wilson        | Phó giám đốc                  |
| Malcolm Starkey  | President                     |
| Brian Caldwell   | Chief Executive Officer       |
| Jayne Bebb       | Thư ký                        |
| Jamie Edwards    | Head of Community Development |

### Bân huấn luyện
Tính đến ngày 16 tháng 11 năm 2019
| Tên            | Chức vụ                    |
| -------------- | -------------------------- |
| Sam Ricketts   | Huấn luyện viên            |
| Dean Whitehead | Trợ lý huấn luyện viên     |
| Brian Jensen   | Huấn luyện viên thủ môn    |
| Adam Henshall  | Recruitment analyst        |
| Scott Carson   | Kit manager                |
| Jordan Beech   | First-team physiotherapist |
| David Longwell | Huấn luyện viên học viện   |

## Cầu thủ

### Đội hình hiện tại
Tính đến 31 tháng 1 năm 2024
Ghi chú: Quốc kỳ chỉ đội tuyển quốc gia được xác định rõ trong điều lệ tư cách FIFA. Các cầu thủ có thể giữ hơn một quốc tịch ngoài FIFA.
| Số | VT | Quốc gia         | Cầu thủ                                          |
| -- | -- | ---------------- | ------------------------------------------------ |
| 1  | TM | Slovakia         | Marko Maroši                                     |
| 3  | HV | Anh              | Mal Benning                                      |
| 4  | HV | Anh              | Joe Anderson (cho mượn từ Sunderland)            |
| 5  | HV | Anh              | Morgan Feeney                                    |
| 6  | HV | Anh              | Jason Sraha                                      |
| 7  | TV | Bắc Ireland      | Carl Winchester                                  |
| 8  | TV | Anh              | Jack Hinchy (cho mượn từ Brighton & Hove Albion) |
| 9  | TĐ | Anh              | Ryan Bowman (đội phó)                            |
| 11 | TĐ | Nigeria          | Daniel Udoh                                      |
| 12 | TĐ | Cộng hòa Ireland | Roland Idowu                                     |
| 13 | TM | Anh              | Harry Burgoyne                                   |
| 14 | TV | Anh              | Taylor Perry                                     |
| 15 | HV | Cộng hòa Ireland | Tunmise Sobowale                                 |
| 16 | HV | Grenada          | Aaron Pierre                                     |
| 17 | HV | Jamaica          | Elliott Bennett (đội phó thứ 2)                  |
| 18 | TĐ | Anh              | Tom Bloxham                                      |

| Số | VT | Quốc gia         | Cầu thủ                              |
| -- | -- | ---------------- | ------------------------------------ |
| 20 | TV | Anh              | Tom Bayliss                          |
| 21 | TĐ | Cộng hòa Ireland | Aiden O'Brien                        |
| 22 | HV | Jamaica          | Chey Dunkley (đội trưởng)            |
| 23 | HV | Anh              | George Nurse                         |
| 26 | TV | Cộng hòa Ireland | Jordan Shipley                       |
| 33 | HV | Bắc Ireland      | Tom Flanagan                         |
| 34 | HV | Anh              | Nana Owusu-Gyimah                    |
| 35 | HV | Anh              | Josh Bailey                          |
| 36 | HV | Anh              | Declan Hutchings                     |
| 37 | TĐ | Anh              | Harvey Watts                         |
| 39 | TV | Anh              | Isaac Godwin                         |
| 40 | TĐ | Anh              | Cammron Morris                       |
| 41 | HV | Anh              | Jude Collins                         |
| 42 | HV | Liberia          | Nohan Kenneh (cho mượn từ Hibernian) |
| 43 | TV | Anh              | Jack Loughran                        |
| 45 | TV | Anh              | Simba Nyamwanza                      |

### Cho mượn
Ghi chú: Quốc kỳ chỉ đội tuyển quốc gia được xác định rõ trong điều lệ tư cách FIFA. Các cầu thủ có thể giữ hơn một quốc tịch ngoài FIFA.
| Số | VT | Quốc gia    | Cầu thủ  |
| -- | -- | ----------- | -------- |
| 27 | TĐ | New Zealand | Max Mata |

### Cựu cầu thủ nổi bật
Xem thêm Thể loại:Cầu thủ bóng đá Shrewsbury Town F.C.

#### Cầu thủ giữ kỉ lục
Mickey Brown giữ kỷ lục câu lạc bộ về Cầu thủ có số lần ra sân nhiều nhất, tích lũy được trong ba phép thuật. Tiền đạo trung tâm Alf Wood ghi 5 bàn trong chiến thắng 7-1 trước Blackburn Rovers năm 1971 và trở thành cầu thủ đầu tiên kể từ sau Dixie Dean ghi 4 bàn trong một trận đấu.

#### Cầu thủ nổi tiếng

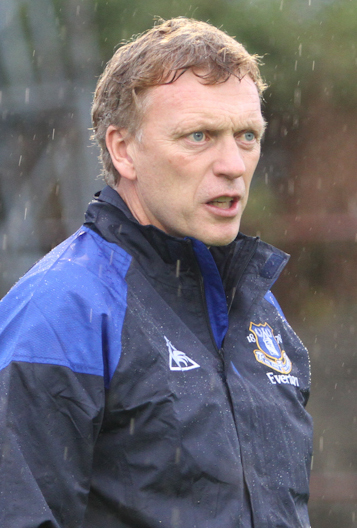
Huấn luyện viên David Moyes từng thi đấu cho Shrewsbury từ năm 1987 đến năm 1990

Một số cầu thủ Shrewsbury đã thành danh hoặc xuất thân từ những sự nghiệp hàng đầu nổi bật. Những người này bao gồm các huấn luyện viên hàng đầu hiện tại và ở giải cao nhất David Moyes, Nigel Pearson, Gordon Lee, David Pleat và Gary Megson. Các ngôi sao quốc tế John McGinlay, Jim Holton, Jimmy Quinn, Michael Gulla (cầu thủ bóng đá người Mỹ), Jimmy McLoughlin, Mickey Thomas, Carl Robinson và Neville Southall đều đã có thời gian ở Shrewsbury. Doug Rougvie vô địch European Cup Winners' Cup với Aberdeen in 1983 năm 1983 và chơi cho Shrewsbury vào cuối thập kỷ sau thời gian khoác áo Chelsea.
Gần đây hơn, nhà vô địch Premier League, Mark Atkins đã dành những mùa giải cuối cùng của sự nghiệp tại Shrewsbury, cũng như Nigel Jemson của Sheffield Wednesday và cựu cầu thủ Nottingham Forest Ian Woan.  Steve Ogrizovic của Coventry City trước đây là cầu thủ của Shrewsbury. Hai cầu thủ ra đi nổi bật gần đây là các cầu thủ trẻ sinh ra ở địa phương, thủ môn người Anh Joe Hart và tiền vệ người xứ Wales David Edwards, cả hai đều đã khoác áo đội U21 và các cấp độ quốc tế. Edwards tiếp tục chơi ở Premier League với Wolverhampton Wanderers và đội tuyển quốc gia Wales vào tháng 1 năm 2019. Hart là một suất thường xuyên trong đội tuyển Anh.

#### Cầu thủ địa phương
Ngoài Hart và Edwards, Shrewsbury đã trao cơ hội cho nhiều cầu thủ trẻ địa phương, những người đã trui rèn sự nghiệp chuyên nghiệp thành công. Norman Hobson là một hậu vệ địa phương sinh ra ở Shrewsbury vào giữa đến cuối những năm 1950 và có 224 lần ra sân. Bernard McNally là một ngôi sao địa phương trong những năm 1980, cùng với hai cầu thủ địa phương khác, Kevin Seabury và Peter Wilding được người hâm mộ yêu thích tại câu lạc bộ trong những năm 1990. Tiền đạo kỳ cựu Andy Cookesinh ra và lớn lên ở Shrewsbury, và ủng hộ câu lạc bộ khi còn là một cậu bé, nhưng đã rèn luyện sự nghiệp ở nơi khác sau khi bị từ chối làm thực tập sinh. Tom Bradshaw là một tài năng sinh ra ở Shrewsbury gần đây đã nổi lên từ đội trẻ, và Mason Springthorpe đã ký hợp đồng với Everton trước khi xuất hiện cho Shrews, với giá 125.000 bảng Anh.

#### Anh hùng đình đám
Năm 2004, Football Focus của BBC đã tổ chức các cuộc thăm dò để xác định những anh hùng đình đám của câu lạc bộ, và Dean Spink được mệnh danh là anh hùng đình đám của Shrewsbury, trước Steve Anthrobus và Austin Berkley.

## Lịch sử quản lý
- Sir Trevor Brian Evans 1886-1905.
  - Cựu vận động viên Olympic và người đàn ông địa phương, người đã tiếp quản đội bóng từ "Castle Blues" và là người quản lý đầu tiên của câu lạc bộ khi họ trở thành Shrewsbury Town
- W. Adams (1905-1912)
- S. Wilcox (1912-1934)
- Jack Roscamp (1934-1935)
- Stan Ramsay (1935-1936)
- Ted Bousted (1936-1940)
- Leslie Knighton (1945-1949)
- Harry Chapman (1949-1950)
- Sammy Crooks (1950-1954)
- Walter Rowley (1955-1957)
- Harry Potts (1957-1958)
- Johnny Spuhler (1958)
- Arthur Rowley (1958-1968)
- Harry Gregg (1968-1972)
- Maurice Evans (1972-1974)
- Alan Durban (1974-1978)
- Richie Barker (1978)
- Graham Turner (1978-1984)
- Chic Bates (1984-1987)
- Ken Brown (1987)
- Ian McNeill (1987-1990)
- Asa Hartford (1990-1991)
- John Bond (1991-1993)
- Fred Davies (1993-1997)
- Jake King (1997-1999)
- Chic Bates (1999)
- Kevin Ratcliffe (1999-2003)
- Mark Atkins (2003)
- Jimmy Quinn (2003-2004)
- Chic Bates (2004)
- Gary Peters (2004-2008)
- Paul Simpson  (2008-2010)
- Graham Turner (2010-2014)
- Michael Jackson (2014)
- Micky Mellon (2014-2016)
- Danny Coyne (2016)
- Paul Hurst (2016-2018)
- John Askey (2018)
- Sam Ricketts (2018-)

### Kỉ lục câu lạc bộ
- Kỉ lục số khán giả tại Gay Meadow: 18,917 Vs Walsall, Third Division (3), 26 tháng 4 năm 1961.
- Kỉ lục số khán giả tại Greenhous Meadow: 10.210 Vs Chelsea, vòng Bốn League Cup, 28 tháng 10 năm 2014.
- Kỉ lục số khán giả cho một trận đấu của Shrewsbury Town: 61,589 vs Bristol Rovers (tại Wembley), Chung kết play-off League Two (4), tháng 5 năm 2007.
- Trận thắng đậm nhất: 21-0 Vs Mold Alyn Stars, vòng Một Cúp bóng đá Wales, 27 tháng 10 năm 1894.
- Trận thắng đậm nhất giải quốc nội: 12-1 Hereford City, Shropshire & District League, 20 tháng 10 năm 1894.
- Trận thua đậm nhất: 0-13 Small Heath, Birmingham League, 25 tháng 12 năm 1895.
- Số bàn thằng nhiều nhất giải quốc nội trong một mùa giải
  38: Arthur Rowley (1958-59)
- Tổng số bàn giải quốc nội nhiều nhất
  152: Arthur Rowley (1958-65)
- Cầu thủ ra sân nhiều nhất
  418: Mickey Brown (1986-91, 1992-94, 1996-2001)

## Danh hiệu
- Vô địch Welsh Cup 1891, 1938, 1977, 1979, 1984, 1985; á quân 1931, 1948, 1980
- Tứ kết Cúp FA 1979, 1982
- Bán kết Football League Cup 1961
- Á quân Football League Trophy 1996 và 2018, chung kết khu vực 2003
- Vô địch Football League Third Division (cấp 3) 1979
- Vô địch Football League Division 3 (cấp 4) 1994
- Á quân Football League Fourth Division (cấp 4) 1975, hạng tư (thăng hạng) 1958-59
- Á quân play-off Football League One (cấp 3)  2018
- Á quân Football League Two (cấp 4) 2012, 2015; á quân play-off 2007, 2009; bán kết play-off 2011
- Thắng play-off Football Conference (cấp 5) 2004

### Danh hiệu non-league
- Vô địch Central League 2009, 2013
- Vô địch Central League Cup 2006
- Vô địch Midland League (cấp 5) 1938, 1946, 1948
- Vô địch Birmingham & District League (cấp 6) 1923; á quân 1914, 1924, 1937
- Á quân Shropshire and District League (cấp 5) 1890-91.
- Vô địch Mid Wales League 1934-35, 1935-36.
- Vô địch Shropshire Senior Cup 67 lần- (kỉ lục)
- Vô địch Herefordshire Senior Cup 1951, 1986, 1998
- Vô địch Walsall Senior Cup 1924. 1925, 1926
- Vô địch Shropshire Mayors Charity Cup 1890, 1893, 1902, 1903, 1908, 1909, 1925
- Vô địch Keys Cup 1924, 1937